# Ferry Point (Tain)

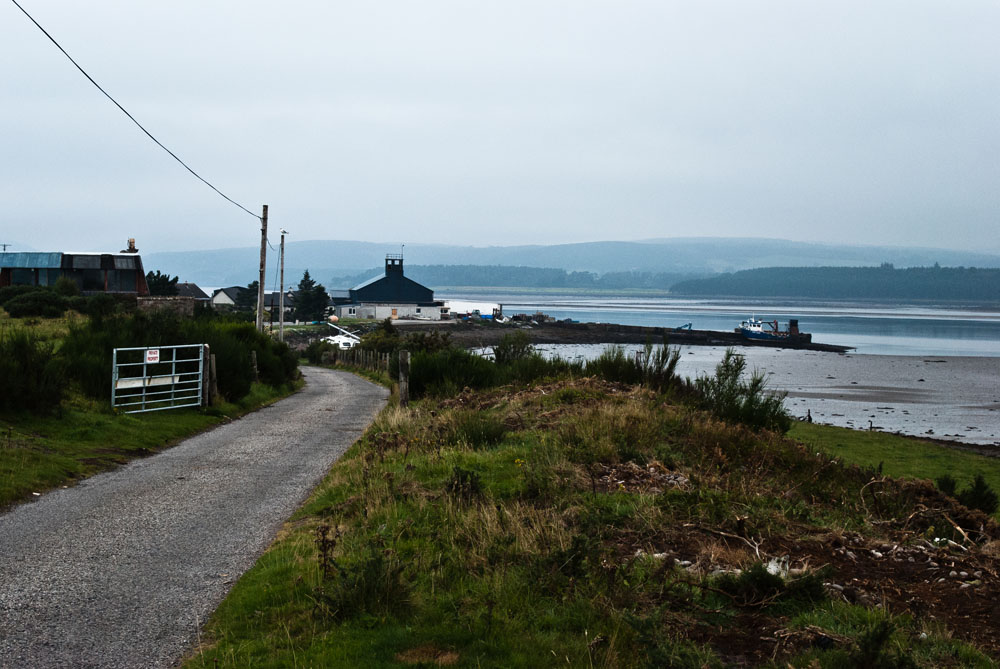
Zufahrt nach Ferry Point

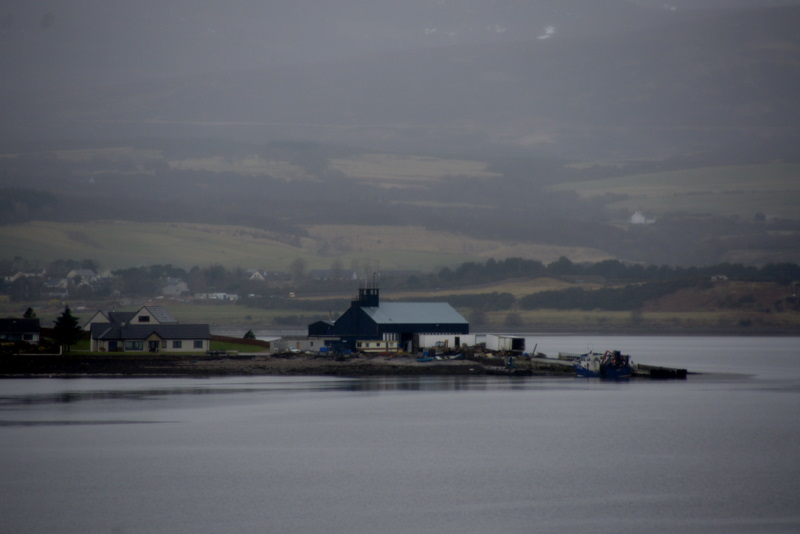
Ansicht vom gegenüberliegenden Ufer

Ferry Point ist eine kleine Siedlung an der Südküste des Dornoch Firth im Norden Schottlands. Sie liegt an der Nordwestspitze der Halbinsel Ness of Portnaculter auf dem Gebiet der Community Council Area von Tain, verwaltungstechnisch gehört sie damit zur Council Area Highland. Seinen Namen erhielt Ferry Point, weil von hier aus die Meikle Ferry, eine Fährverbindung, zum Meikle Ferry Pier am gegenüberliegenden Ufer führte. Sie stellte ihren Betrieb 1957 ein.
Auf dem Gebiet von Ferry Point betrieb die britische Luftwaffe unter der Bezeichnung RAF Meikle Ferry von Februar 1942 bis Februar 1946 einen Militärstützpunkt zur Wartung von Wasserflugzeugen aus ihren Standorten in Invergordon und Alness, außerdem waren Schnellboote zur Seenotrettung stationiert. Das zentrale Gebäude, eine Wartungshalle mit einem markanten aufgesetzten Beobachtungsturm wurde, nach diversen Umbauten, gewerblich genutzt und prägt das Ortsbild bis heute. Auch andere Baulichkeiten aus der Militärzeit sind noch vorhanden und dienen zivilen Zwecken. Hierunter sind auch sechs sogenannte Handcraft huts, achteckige, standardisierte Zweckbauten mit Außenwänden aus Asbest.